# Saqqarmiut
Saqqarmiut är en fornlämning i Grönland (Kungariket Danmark).   Den ligger i kommunen Kujalleq, i den södra delen av Grönland, 600 km sydost om huvudstaden Nuuk. Saqqarmiut ligger 22 meter över havet. Den ligger på ön Sammisoq.
Terrängen runt Saqqarmiut är varierad. Havet är nära Saqqarmiut åt sydväst.  Trakten runt Saqqarmiut är nära nog obefolkad, med mindre än två invånare per kvadratkilometer.